# Nuno Marques
Pour les articles homonymes, voir Marques (homonymie).
Nuno Miguel Bacelar de Vasconcelos Marques, né le 9 avril 1970 à Porto, est un joueur de tennis portugais, professionnel dans les années 1990.

## Carrière
Chez les juniors, Nuno Marques a atteint les quarts de finale à Wimbledon et à l'US Open en 1986, ainsi qu'à Roland-Garros en 1987.
Il a remporté 5 tournois Challenger en simple : Madère et Vilamoura en 1989, Açores en 1995 et 1996 et Ahmedabad en 1996. En double, il totalise 19 titres acquis entre 1991 et 2000.
Dans un tournoi ATP, il n'a jamais fait mieux qu'un quart de finale, performance réalisée en 1990 à Itaparica en 1990 et à Estoril en 1995 en éliminant le 7e mondial Alberto Berasategui. Dans les tournois du Grand Chelem, il a atteint les quarts de finale de l'Open d'Australie 2000 en double avec Tom Vanhoudt. Il met un terme à sa carrière en 2000, peu après avoir représenté son pays aux Jeux olympiques de Sydney en double avec Emanuel Couto.
Meilleur joueur de tennis portugais des années 1990 et membre inconditionnel de l'équipe du Portugal de Coupe Davis entre 1986 et 2002, Nuno Marques codétient avec João Cunha e Silva le record de longévité dans l'épreuve (28 rencontres en 16 ans). Il a battu des joueurs tels que Andreï Cherkasov, Jeremy Bates et Ivan Ljubičić, et a amené son équipe jusqu'en barrages du Groupe Mondial contre la Croatie en 1994. En 1998, il bat Nenad Zimonjić sur le score de 20-18 dans la dernière manche. Il a occupé le poste de capitaine de l'équipe entre 2014 et 2018.
Nuno Marques travaille comme entraîneur chargé du tennis féminin à la Rafa Nadal Academy de Majorque depuis 2016. En 2019, il prend la direction de la nouvelle académie au Koweït.

## Palmarès

### Titre en double messieurs
| No | Date       | Nom et lieu du tournoi          | Catégorie    | Dotation  | Surface      | Partenaire         | Finalistes               | Score    |  |
| -- | ---------- | ------------------------------- | ------------ | --------- | ------------ | ------------------ | ------------------------ | -------- |  |
| 1  | 24-03-1997 | Grand-Prix Hassan II Casablanca | World Series | 203 000 $ | Terre (ext.) | João Cunha e Silva | Karim Alami Hicham Arazi | 7-6, 6-2 |  |

### Finales en double messieurs
| No | Date       | Nom et lieu du tournoi                              | Catégorie    | Dotation  | Surface      | Vainqueurs                        | Partenaire       | Score    |  |
| -- | ---------- | --------------------------------------------------- | ------------ | --------- | ------------ | --------------------------------- | ---------------- | -------- |  |
| 1  | 10-07-1995 | Miller Lite Hall of Fame Championships Newport (RI) | World Series | 230 000 $ | Gazon (ext.) | Jörn Renzenbrink Markus Zoecke    | Paul Kilderry    | 6-1, 6-2 |  |
| 2  | 09-09-1996 | Bournemouth International Bournemouth               | World Series | 375 000 $ | Terre (ext.) | Marc-Kevin Goellner Greg Rusedski | Rodolphe Gilbert | 6-3, 7-6 |  |

## Parcours dans les tournois duGrand Chelem

### En simple
| Année | Open d'Australie | Open d'Australie | Internationaux de France | Internationaux de France | Wimbledon       | Wimbledon        | US Open         | US Open         |
| ----- | ---------------- | ---------------- | ------------------------ | ------------------------ | --------------- | ---------------- | --------------- | --------------- |
| 1988  | —                | —                | —                        | —                        | —               | —                | 1er tour (1/64) | Ramesh Krishnan |
| 1989  | 1er tour (1/64)  | Michiel Schapers | 1er tour (1/64)          | Sergi Bruguera           | —               | —                | —               | —               |
| 1990  | —                | —                | 2e tour (1/32)           | Johan Anderson           | —               | —                | —               | —               |
| 1991  | 2e tour (1/32)   | Jaime Oncins     | 1er tour (1/64)          | Magnus Larsson           | 1er tour (1/64) | Jim Grabb        | 2e tour (1/32)  | Karel Nováček   |
| 1995  | —                | —                | —                        | —                        | 1er tour (1/64) | Arnaud Boetsch   | 2e tour (1/32)  | I. Kafelnikov   |
| 1996  | 1er tour (1/64)  | Brett Steven     | —                        | —                        | —               | —                | —               | —               |
| 1997  | —                | —                | —                        | —                        | 1er tour (1/64) | Martin Lee       | —               | —               |
| 1999  | —                | —                | —                        | —                        | 1er tour (1/64) | Rainer Schüttler | —               | —               |

N.B. : à droite du résultat se trouve le nom de l'ultime adversaire.

### En double
| Année | Open d'Australie          | Open d'Australie           | Internationaux de France    | Internationaux de France | Wimbledon                     | Wimbledon              | US Open                    | US Open                  |
| ----- | ------------------------- | -------------------------- | --------------------------- | ------------------------ | ----------------------------- | ---------------------- | -------------------------- | ------------------------ |
| 1995  | —                         | —                          | 1er tour (1/32) M. Lucena   | J. Fitzgerald A. Järryd  | 2e tour (1/16) J. Conde       | L. Bale de Jager       | 1er tour (1/32) E. Couto   | J. Eltingh P. Haarhuis   |
| 1996  | —                         | —                          | 1er tour (1/32) P. Kilderry | J.-L. de Jager G. Muller | —                             | —                      | —                          | —                        |
| 1997  | —                         | —                          | 1er tour (1/32) T. Vanhoudt | T. Kempers M. Oosting    | 1er tour (1/32) Cunha e Silva | P. Albano S. Doseděl   | —                          | —                        |
| 1998  | —                         | —                          | —                           | —                        | 2e tour (1/16) T. Vanhoudt    | P. Galbraith B. Steven | —                          | —                        |
| 1999  | —                         | —                          | —                           | —                        | 1er tour (1/32) T. Vanhoudt   | M. Knowles D. Nestor   | 2e tour (1/16) T. Vanhoudt | J. Gimelstob R. Reneberg |
| 2000  | 1/4 de finale T. Vanhoudt | T. Woodbridge M. Woodforde | 1er tour (1/32) T. Vanhoudt | P. Albano C. Haggard     | 1er tour (1/32) T. Vanhoudt   | R. Koenig A. Olhovskiy | —                          | —                        |

N.B. : le nom du ou de la partenaire se trouve sous le résultat ; le nom des ultimes adversaires se trouve à droite.

## Parcours dans lesMasters 1000
| Année | Indian Wells | Miami             | Monte-Carlo          | Hambourg | Rome | Canada | Cincinnati | Stockholm | Paris |
| ----- | ------------ | ----------------- | -------------------- | -------- | ---- | ------ | ---------- | --------- | ----- |
| 1991  | —            | 2e tour J. Hlasek | —                    | —        | —    | —      | —          | —         | —     |
| 1997  | —            | —                 | 1er tour À. Corretja | —        | —    | —      | —          | —         | —     |

N.B. : sous le résultat se trouve le nom de l’ultime adversaire.